# Zapasy na Letnich Igrzyskach Olimpijskich 1956 – kategoria do 87 kg w stylu klasycznym
Zmagania mężczyzn do 87 kg to jedna z ośmiu męskich konkurencji w zapasach w stylu klasycznym rozgrywanych podczas Letnich Igrzysk Olimpijskich 1956. Pojedynki w tej kategorii wagowej odbyły się w dniach 3 – 6 grudnia.
Punktacja opierała się na systemie „złych punktów karnych”. Zwycięzca otrzymywał zero punktów za wygraną przez „tusz” (łopatki), jeden punkt za wygraną decyzją trzech sędziów. Za przegraną walkę w stosunku 1-2 zawodnik otrzymywał dwa punkty, a za porażkę 0-3 lub łopatki przyznawano 3 punkty karne. Uzyskanie pięciu lub więcej punktów eliminowało zapaśnika z turnieju. Najlepsza trójka walczyła w rundzie finałowej. 

## Klasyfikacja[1]
| Miejsce | Nazwisko             | Kraj              |
| ------- | -------------------- | ----------------- |
| 1       | Walentin Nikołajew   | ZSRR              |
| 2       | Petko Sirakow        | Bułgaria          |
| 3       | Karl-Erik Nilsson    | Szwecja           |
| 4       | Bob Steckle          | Kanada            |
| 5       | Dale Thomas          | Stany Zjednoczone |
| 6       | Eugen Wiesberger Jr. | Austria           |
| 7       | Veikko Lahti         | Finlandia         |
| 8       | Adil Atan            | Turcja            |
| 9       | Victor Mucha         | Australia         |
| 9       | Gyula Kovács         | Węgry             |

## Wyniki

### Pierwsza runda[2]
| Zwycięzca          | Punkty karne | Wynik        | Przegrany            | Punkty karne |
| ------------------ | ------------ | ------------ | -------------------- | ------------ |
| Adil Atan          | 1            | Decyzja, 2:1 | Gyula Kovács         | 2            |
| Walentin Nikołajew | 1            | Decyzja, 3:0 | Petko Sirakow        | 3            |
| Dale Thomas        | 0            | Łopatki      | Eugen Wiesberger Jr. | 3            |
| Karl-Erik Nilsson  | 1            | Decyzja, 3:0 | Veikko Lahti         | 3            |
| Bob Steckle        | 1            | Decyzja, 2:1 | Victor Mucha         | 2            |

### Druga runda[3]
| Zwycięzca            | Punkty karne | Wynik        | Przegrany    | Punkty karne |
| -------------------- | ------------ | ------------ | ------------ | ------------ |
| Petko Sirakow        | 4            | Decyzja, 2:1 | Adil Atan    | 3            |
| Walentin Nikołajew   | 2            | Decyzja, 3:0 | Gyula Kovács | 5            |
| Veikko Lahti         | 3            | Łopatki      | Dale Thomas  | 3            |
| Eugen Wiesberger Jr. | 3            | Łopatki      | Victor Mucha | 5            |
| Karl-Erik Nilsson    | 1            | Łopatki      | Bob Steckle  | 4            |

### Trzecia runda[4]
| Zwycięzca          | Punkty karne | Wynik        | Przegrany            | Punkty karne |
| ------------------ | ------------ | ------------ | -------------------- | ------------ |
| Petko Sirakow      | 4            | Łopatki      | Dale Thomas          | 6            |
| Walentin Nikołajew | 3            | Decyzja, 3:0 | Veikko Lahti         | 6            |
| Karl-Erik Nilsson  | 2            | Decyzja, 3:0 | Eugen Wiesberger Jr. | 6            |
| Bob Steckle        | 4            | Wycofał się  | Adil Atan            | 6            |

### Czwarta runda[5]
| Zwycięzca          | Punkty karne | Wynik        | Przegrany         | Punkty karne |
| ------------------ | ------------ | ------------ | ----------------- | ------------ |
| Petko Sirakow      | 4            | Łopatki      | Bob Steckle       | 7            |
| Walentin Nikołajew | 4            | Decyzja, 3:0 | Karl-Erik Nilsson | 5            |

### Runda finałowa
| Zwycięzca          | Wynik        | Przegrany                                      |
| ------------------ | ------------ | ---------------------------------------------- |
| Walentin Nikołajew | Decyzja, 3:0 | Petko Sirakow (zaliczony wynik z I rundy)      |
| Walentin Nikołajew | Decyzja, 3:0 | Karl-Erik Nilsson (zaliczony wynik z IV rundy) |
| Petko Sirakow      | Decyzja, 3:0 | Karl-Erik Nilsson                              |